# Diemel

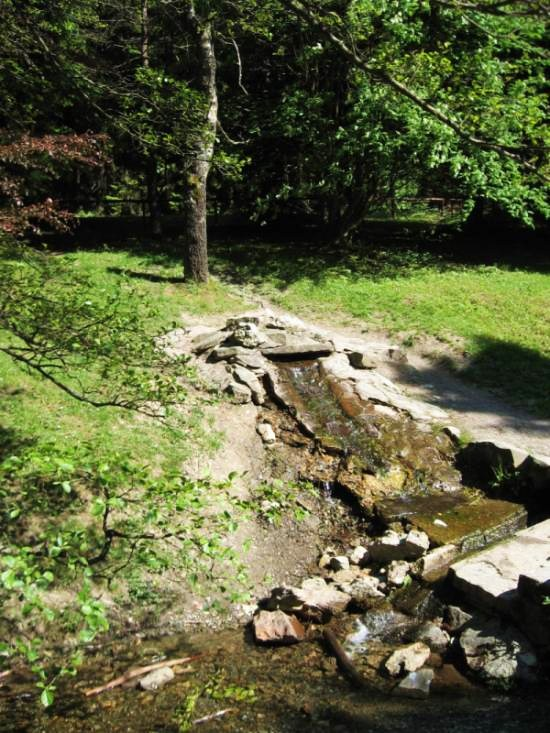
Diemelquelle bei Usseln

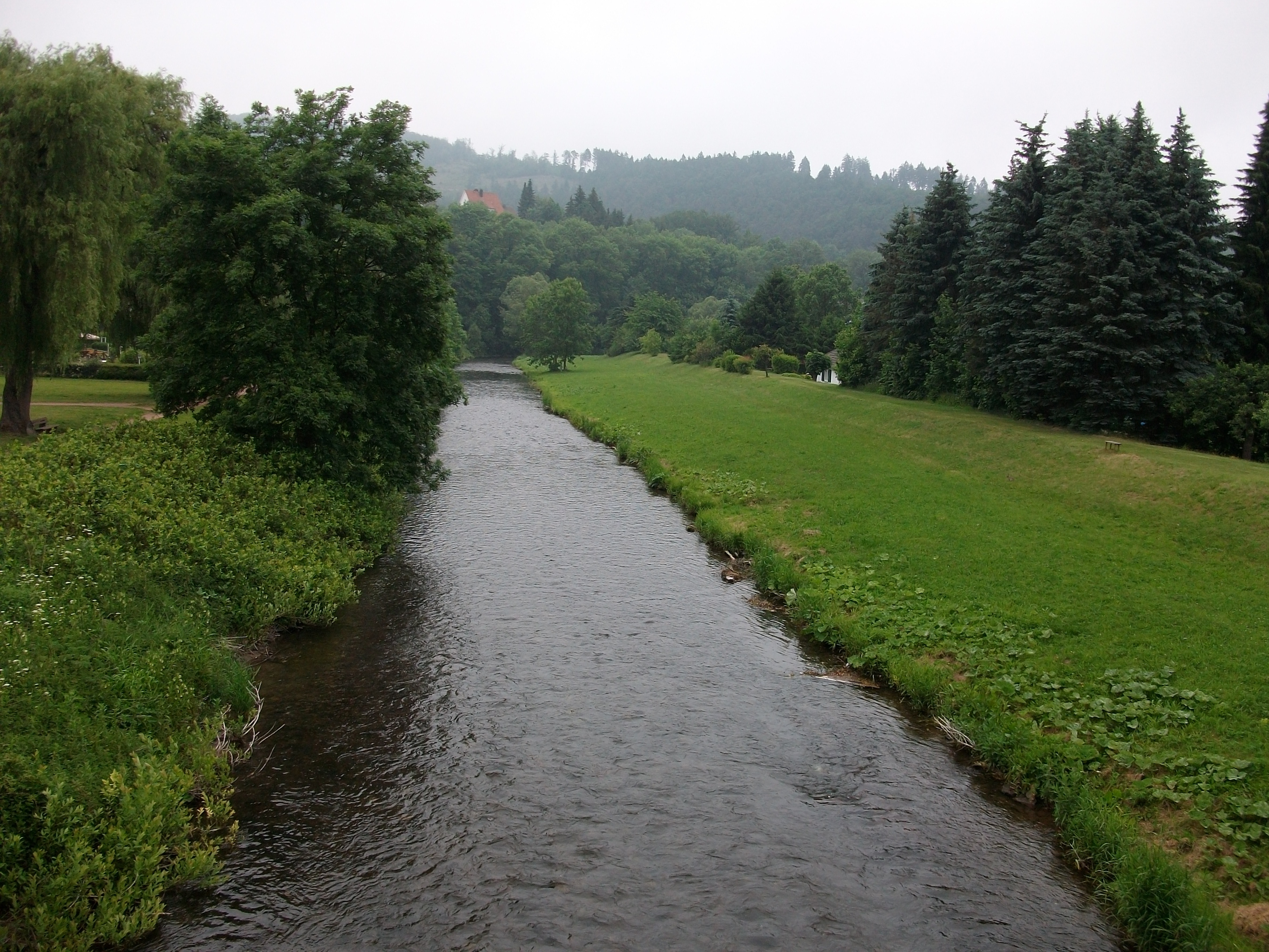
Diemel in Marsberg

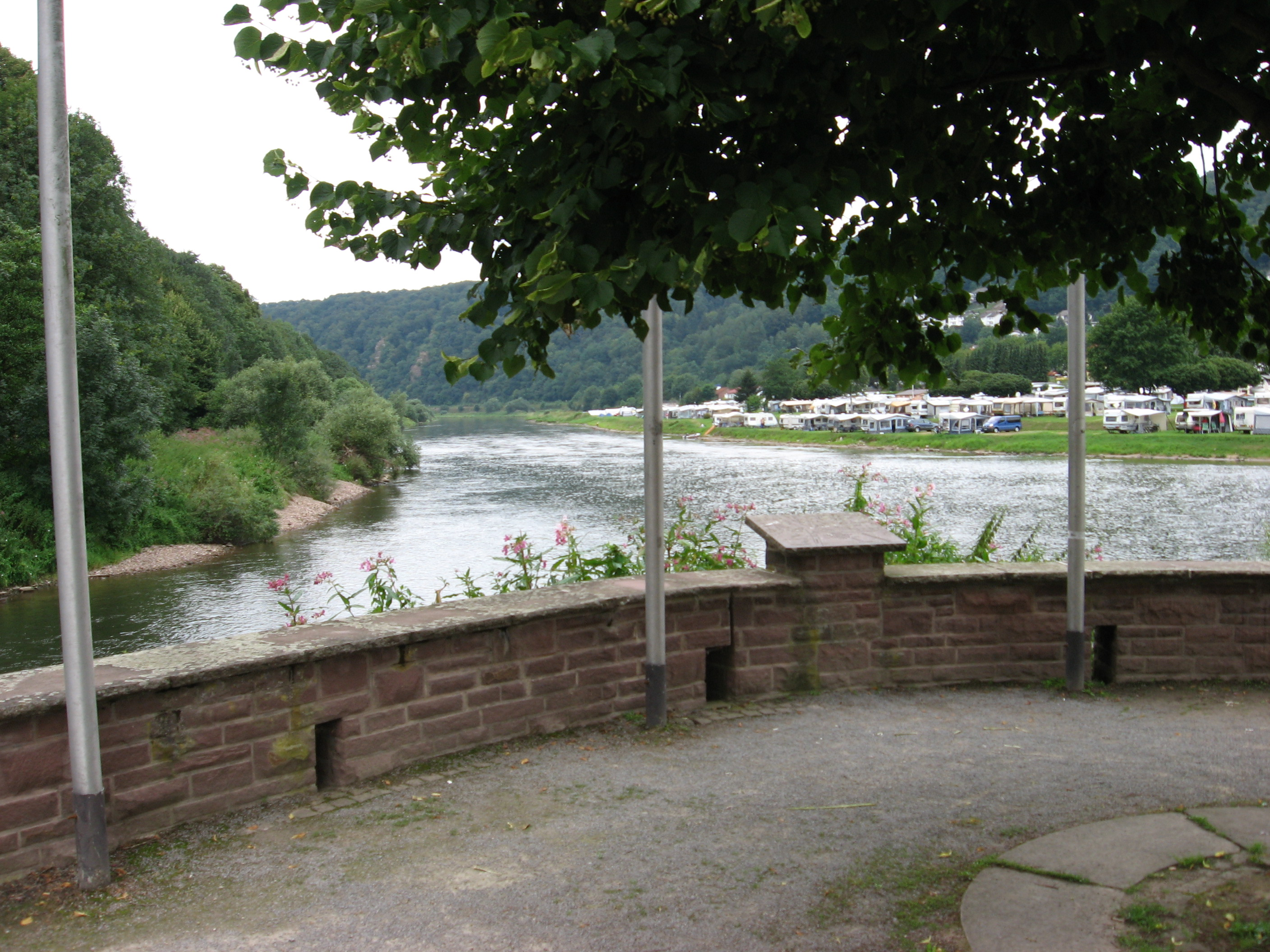
Bad Karlshafen: Mündung der Diemel (links) in die Weser

Die Diemel ist ein 110,5 km langer, westlicher und orographisch linker Nebenfluss der Weser in Hessen und Nordrhein-Westfalen in Deutschland. Sie ist der erste, also südlichste, der größeren Weser-Zuflüsse nach der Entstehung derselben durch den Zusammenfluss von Fulda und Werra.

## Etymologie
In historischen Quellen wird die Diemel ebenfalls als Dimel, Dymel, Dimella, Dimola, Timella oder Diemelstrom erwähnt. Nach F. Witt und Ludwig Schneider ist das altsächsische Adjektiv „thimm“ für „dunkel“ der Ursprung des Namens Diemel; die Wurzel findet sich auch im Verb „dimmen“ wieder, das aus dem Englischen stammt und auf dieselbe Wurzel zurückgeht. Namensähnlichkeiten in Flurnamen finden sich für Melbeck in der Lüneburger Heide. Albrecht Greule hingegen geht von einer l-Ableitung der idg. Wurzel *dīmo- für 'dahinjagen' aus im Sinne von  'Wildbach'.

## Geographie

### Verlauf

#### Diemelquelle
Die Diemel entspringt im Nordwestteil Nordhessens etwa 300 m nördlich der Grenze zu Westfalen im Nordostteil des Rothaargebirges. Ihre Quelle, die „Diemelquelle“, liegt an der Nahtlinie der Bergregionen Upland und Sauerland, die nordöstliche Ausläufer des Rheinischen Schiefergebirges sind. Sie befindet sich am Südrand des Naturparks Diemelsee knapp 2,5 km südsüdwestlich des Willinger Ortsteils Usseln. Auf rund 660 m ü. NN Höhe entfließt sie dem Nordosthang des 739,3 m hohen Bergs Auf’m Knoll im Westen bzw. dem Nordwesthang des 775,3 m hohen Bergs Kahle Pön im Osten. Vorbei an der Quelle führt der Uplandsteig.
Etwa 150 m südlich der Diemelquelle liegt auf rund 680 m Höhe die Quelle eines Rinnsals, das wie der aus der Diemelquelle entspringende Fluss ebenfalls den Namen Diemel trägt und auf dessen Quelle sich laut Diemelkilometrierung die 110,5 km Flusslänge bezieht. Etwa 150 m südsüdwestlich davon steht – auf der zum Berg Auf’m Knoll gerichteten Westschulter von Kahle Pön – direkt nördlich der nordhessisch-westfälischen Grenze die 2014 errichtete Graf-Stolberg-Hütte (ca. 704 m), ein zu Usseln gehörendes Berggasthaus.
Wasserscheide:
Die Quellgegend der Diemel liegt auf der Diemel-Eder/Fulda/Weser-Wasserscheide. Dies bedeutet, dass sich die nach Nordosten fließende Diemel direkt in die Weser entwässert, während das Wasser der südlich des Bergs entspringenden Bäche einen Südumweg durch die Wilde Aa (ab Mittellauf Aar genannt), die am wenige Kilometer weiter südwestlich gelegenen Krutenberg entspringt und von dort in östliche Richtungen fließt, sowie durch die Orke, Eder und Fulda zur Weser macht.
Die Quelle der Diemel liegt aber – entgegen anderen Aussagen – nicht an der Rhein-Weser-Wasserscheide, weil diese etwas weiter südwestlich über den Hopperkopf verläuft und dort nach Süden zum Hille- und Ruhrkopf abknickt.

#### Oberlauf
Anfangs fließt die Diemel im nordwestlichen Teil Hessens innerhalb des Landkreises Waldeck-Frankenberg nach Usseln, wo sie erst die Bahnstrecke Wega–Brilon Wald und dann die Bundesstraße 251 unterquert. Dann verläuft sie nordostwärts durch einen Talabschnitt, in dem Hemmighausen (Ortsteil von Willingen), Deisfeld und Giebringhausen (Gemeindeteile Diemelsee) liegen. Nach anschließendem Einmünden des Holzbachs erreicht ihr Wasser von Süden kommend den Diemelsee, in den anfangs die Hagen-Bicke und danach die von Südwesten heran fließende Itter einmündet. Kurz vor der Staumauer der Diemeltalsperre verläuft durch diesen Stausee die nordhessisch-westfälische Grenze, wonach der Fluss fortan in Nordrhein-Westfalen im Hochsauerlandkreis fließt.

#### Mittellauf
Unterhalb der Staumauer durchfließt die Diemel nordöstlich des Eisenbergs (594,6 m) und damit ab Helminghausen einen tief eingeschnittenen Talabschnitt. Es war geplant, dort einen weiteren Stausee zu errichten, was nicht umgesetzt wurde. In diesem Tal gibt es außer Helminghausen keine Dörfer; lediglich Padberg und Giershagen liegen in Talnähe auf Anhöhen. Dort wird die Diemel zuerst von der aus Richtung Süden kommenden Rhene und dann – nach Passieren des vor der Einmündung des Silberbachs befindlichen Werks Marsberg-Giershagen der Wepa Papierfabrik – von der aus westlicher Richtung heran fließenden Hoppecke gespeist. Fortan wird der Fluss von der Oberen Ruhrtalbahn, die ihn zweimal überquert, und von der Bundesstraße 7 begleitet.
Danach verlässt die Diemel den Naturpark Diemelsee, wobei sie südöstlich am Sintfeld vorbeifließt. Sie läuft durch Marsberg, wo die Glinde einmündet, und gelangt nach Westheim. Dort verläuft sie teils auf der nordhessisch-westfälischen Grenze und erreicht die an dieser Grenze in Hessen gelegene Stadt Diemelstadt. Nach Passieren des Guts Billinghausen und Unterqueren der Bundesautobahn 44 (Diemeltalbrücke; 100 m lang) tangiert die Diemel deren Ortsteil Wrexen unmittelbar nördlich, an dessen nordöstlichem Ortsrand die von Süden kommende Orpe einmündet. Nördlich dieser Ortschaft befinden sich die Südausläufer des Eggegebirges, auf dem sich der Südteil des Naturparks Teutoburger Wald / Eggegebirge erstreckt; dessen Südbegrenzung liegt im Diemeltal. Fortan verläuft der Fluss durch die Warburger Börde.

#### Unterlauf
Danach gelangt die Diemel in zunehmend weitläufig werdender Landschaft wieder nach Nordrhein-Westfalen und somit in den Kreis Höxter. Nach Aufnehmen des Hammerbachs unterhalb von Scherfede-West und der Naure nach Ossendorf unterquert sie die  Bundesstraße 252. Dann mündet am Südrand der Warburger Kernstadt die von Süden heran fließende Twiste sowie nach Unterqueren der B 7 kurz vor der Uhlenburg der aus derselben Richtung kommende Calenberger Bach ein. Unterhalb davon passiert die Diemel den nördlich gelegenen Desenberg, einem markanten Kegelberg mit der Burgruine Desenberg. Dabei verläuft sie entlang der Bahnstrecke Kassel–Warburg, die den Fluss nach der Diemelmühle einmal überquert. Etwas weiter flussabwärts erreicht sie erneut die nordhessisch-westfälische Grenze, an der vor Haueda die von Norden kommende Eggel einmündet. Dort verlässt die Diemel die Warburger Börde und gelangt in den nordhessischen Landkreis Kassel. In der Liebenauer Kernstadt mündet von Norden der Vombach ein und unmittelbar nach dem unterhalb davon befindlichen Hof Hünscheburg die von Süden kommende Warme. Anschließend erhebt sich gegenüber dem von Norden kommenden Zufluss der Alster der rechtsseitige Hofgeismarer Stadtwald.
Danach mündet bei Stammen die von Süden kommende Esse in die Diemel ein; von Stammen flussabwärts bis zur Diemelmündung verlief früher rechtsseitig entlang des Flusses die von der Bahnstrecke Kassel–Warburg abzweigende Carlsbahn. Die Diemel verläuft dann durch Trendelburg, wo die Burg Trendelburg steht und der Fluss die Bundesstraße 83 unterquert. Anschließend fließt nahe dem Stadtteil Wülmersen die von Südosten kommende Holzape zu. Nach Durchfließen eines Tals am Nordwestrand des Reinhardswaldes, in dem die Sababurg steht, erreicht sie Helmarshausen mit der Krukenburg.

#### Mündung
Nach der letzten Flussschleife unterhalb der Bad Karlshafener Kolonie Nollendorf erreicht die Diemel die Bad Karlshafener Kernstadt, wo sie die am linken Flussufer auf die B 7 treffende Bundesstraße 80 unterquert. Kurz darauf mündet sie beim Weserkilometer 44,68 direkt unterhalb der Hessischen Klippen auf etwa 95,6 m Höhe in die Oberweser. Zwischen Quelle und Mündung ergeben sich etwa 564,4 m Höhenunterschied. An der Mündung hat die Diemel einen mittleren Abfluss von etwa 15,7 m³/s.

### Einzugsgebiet und Zuflüsse

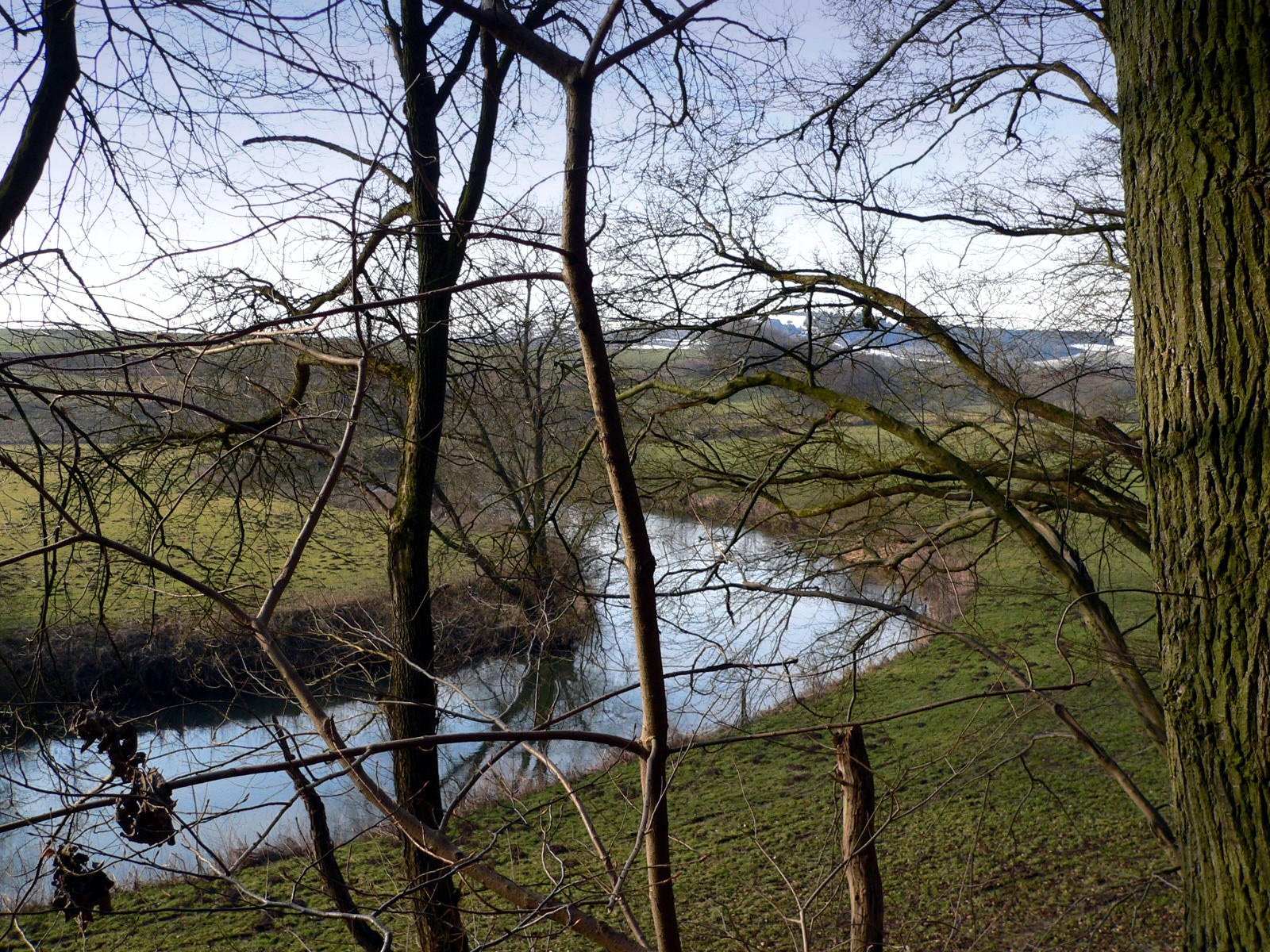
Diemel zwischen Trendelburg und Wülmersen

Das Einzugsgebiet der Diemel, das zu etwa 70 % in Hessen und zu rund 30 % in Nordrhein-Westfalen liegt, ist 1.761,964 km² groß. Zu ihren Zuflüssen gehören flussabwärts betrachtet (Daten – wenn nicht anders genannt – laut im Tabellenkopf genannten Einzelnachweisen):
| Name | Seite  | Länge (km) | Quell-          | Mündungs-       | Mündungs- ort (Lage)           | Stat. (km) | EZG (km²)   | GKZ      |
| Name | Seite  | Länge (km) | höhe (m ü. NHN) | höhe (m ü. NHN) | Mündungs- ort (Lage)           | Stat. (km) | EZG (km²)   | GKZ      |
| --- | ------ | ---------- | --------------- | --------------- | ------------------------------ | ---------- | ----------- | -------- |
| Mülmecke | rechts | 04,1 km    | 619,0 m         | 439,0 m         | Hemmighausen (u)               | km 101,1   | 05,220 km²  | 44-112   |
| Nerdarbach | rechts | 01,6 km    | 539,0 m         | 425,0 m         | Deisfeld (i)                   | km 099,6   |             |          |
| Holzbach | links  | 05,0 km    | 560,0 m         | 380,0 m         | Giebringhausen (u)             | km 094,9   | 06,579 km²  | 44-114   |
| Hagen-Bicke | links  | 02,5 km    | 558,0 m         | 376,2 m         | Giebringhausen (u)             | km 093,55  | 04,670 km²  | 44-132   |
| Itter (Itterbach) | links  | 19,3 km    | 760,0 m         | 376,2 m         | Giebringhausen (u)             | km 091,85  | 052,065 km² | 44-14    |
| Twibicke | links  | 02,4 km    | 435,0 m         | 308,0 m         | Padberg (u)                    | km 085,4   |             |          |
| Rhene | rechts | 15,0 km    | 550,0 m         | 302,0 m         | Padberg (n)                    | km 083,95  | 059,297 km² | 44-18    |
| Kalle Boke | rechts | 02,4 km    | 411,0 m         | 287,0 m         | Giershagen (n)                 | km 081,35  |             | 44-192   |
| Silberbach | rechts | 01,9 km    | 362,0 m         | 277,0 m         | Giershagen (n)                 | km 079,6   |             | 44-194   |
| Hoppecke | links  | 34,7 km    | 778,0 m         | 268,0 m         | Bredelar (u)                   | km 078,1   | 092,371 km² | 44-2     |
| Momeke | links  | 04,4 km    | 460,0 m         | 264,0 m         | Marsberg (o)                   | km 074,5   |             | 44-3122  |
| Grenzbach | links  | 01,7 km    | 369,0 m         | 252,0 m         | Marsberg (i)                   | km 073,65  |             | 44-3142  |
| Dütlingsbach (Erlenbach) | links  | 04,4 km    | 460,0 m         | 251,5 m         | Marsberg (i)                   | km 073,5   |             | 44-316   |
| Glinde | rechts | 08,3 km    | 359,5 m         | 247,5 m         | Marsberg (i)                   | km 072,3   | 035,337 km² | 44-32    |
| Hamecke | links  | 02,5 km    | 421,0 m         | 248,0 m         | Marsberg (i)                   | km 071,7   |             | 44-3312  |
| Staubke | links  | 02,3 km    | 371,0 m         | 245,0 m         | Marsberg (i)                   | km 070,1   |             | 44-33142 |
| Günne | rechts | 0325 m     | 291,0 m         | 230,0 m         | Marsberg                       | km 69      |             |          |
| Rummecke | links  | 03,5 km    | 361,0 m         | 234,0 m         | Marsberg (i)                   | km 068,9   |             | 44-3316  |
| Kallenthal | rechts | 03,7 km    | 305,0 m         | 228,0 m         | Westheim (o)                   | km 067,2   | 06,538 km²  | 44-332   |
| Dahlbach | links  | 05,7 km    | 360,0 m         | 218,0 m         | Westheim (u)                   | km 064,7   | 06,470 km²  | 44-334   |
| Wäschebach | links  | 05,6 km    | 355,0 m         | 211,0 m         | Westheim (u)                   | km 062,95  | 010,286 km² | 44-336   |
| Steinbach | links  | 02,7 km    | 323,0 m         | 201,0 m         | Scherfede-West (o)             | km 059,7   |             | 44-33922 |
| Pölingserbach | links  | 03,6 km    | 329,0 m         | 201,0 m         | Scherfede-West (o)             | km 059,7   |             | 44-33924 |
| Mahnebach | links  | 01,4 km    | 262,0 m         | 200,0 m         | Scherfede-West (o)             | km 059,7   |             | 44-33926 |
| Orpe | rechts | 19,1 km    | 366,0 m         | 196,5 m         | Wrexen (u)                     | km 059,05  | 098,137 km² | 44-34    |
| Hammerbach | links  | 07,2 km    | 392,0 m         | 192,0 m         | Scherfede-West (n)             | km 057,65  | 023,363 km² | 44-369   |
| Hellbach | links  | 02,4 km    | 229,0 m         | 189,0 m         | Scherfede (b)                  | km 053,6   |             | 44-3812  |
| Naure | links  | 08,7 km    | 272,0 m         | 176,0 m         | Ossendorf (n) an Pfennigsmühle | km 051,3   |             | 44-382   |
| Ohme | links  | 06,3 km    | 227,0 m         | 175,0 m         | Ossendorf (b)                  | km 051,3   | 013,575 km² | 44-384   |
| Kälberbach | rechts | 05,9 km    | 249,0 m         | 163,0 m         | Germete (b)                    | km 048,45  | 011,088 km² | 44-392   |
| Twiste | rechts | 40,8 km    | 485,0 m         | 159,0 m         | Warburg (i)                    | km 046,75  | 446,731 km² | 44-4     |
| Sielheimer Siek (Siekbach) | links  | 06,0 km    | 233,0 m         | 158,0 m         | Warburg (i)                    | km 046,25  |             | 44-512   |
| Calenberger Bach (Fließ-, Holsterbach)                                                                                            | rechts | 09,1 km    | 266,0 m         | 158,0 m         | Warburg (u)                    | km 045     | 034,008 km² | 44-52    |
| Eggel | links  | 17,4 km    | 230,0 m         | 148,0 m         | Haueda (o)                     | km 037,3   | 107,024 km² | 44-54    |
| Vombach | links  | 07,8 km    | 216,0 m         | 141,0 m         | Liebenau (i)                   | km 033,4   | 019,534 km² | 44-592   |
| Warme | rechts | 32,9 km    | 411,0 m         | 140,0 m         | Liebenau (u)                   | km 032,1   | 157,515 km² | 44-6     |
| Alster | links  | 07,2 km    | 233,0 m         | 139,0 m         | Lamerden (i)                   | km 028,6   | 016,121 km² | 44-72    |
| Esse | rechts | 27,6 km    | 260,0 m         | 120,6 m         | Sielen (u)                     | km 019,1   | 192,160 km² | 44-8     |
| Kampgrund | rechts | 05,8 km    | 261,0 m         | 120,0 m         | Stammen (b)                    | km 019,05  | 07,331 km²  | 44-912   |
| Friedrichsfelder Bach | rechts | 01,5 km    | 180,0 m         | 118,0 m         | Trendelburg (i)                | km 017,05  | 05,604 km²  | 44-914   |
| Forellenbach (Narrenbach) | links  | 04,9 km    | 200,0 m         | 113,0 m         | Deisel (u)                     | km 012,45  | 018,421 km² | 44-92    |
| Holzape | rechts | 22,8 km    | 410,0 m         | 111,0 m         | Wülmersen (b)                  | km 09,65   | 059,207 km² | 44-94    |
| Knickgraben | links  | 01,4 km    | 199,0 m         | 110,0 m         | Wülmersen (u)                  | km 08,9    |             | 44-952   |
| Höllebach | links  | 02,7 km    | 190,0 m         | 110,0 m         | Wülmersen (u)                  | km 08,15   |             | 44-954   |
| Hainbach | links  | 04,4 km    | 187,0 m         | 106,0 m         | Helmarshausen (b)              | km 04,05   |             | 44-972   |
| Abkürzungen: Lage: o = oberhalb vom, i = im, u = unterhalb vom, n = nahe dem, b = beim Mündungsort; Stat. = Mündungsstationierung |        |            |                 |                 |                                |            |             |          |

### Städte und Gemeinden
Städte und Gemeinden mit an oder nahe der Diemel liegenden Ortschaften sind
(flussabwärts betrachtet; K = Kernstadt; n = nahe der Diemel):
| - Willingen - Usseln - Hemmighausen - Diemelsee - Deisfeld - Giebringhausen - Heringhausen - Marsberg - Helminghausen - Padberg (n) - Rennufer - Obermarsberg - Marsberg (K) - Niedermarsberg - Westheim | - Diemelstadt - Wrexen - Wethen - Warburg - Scherfede-West - Scherfede - Rimbeck - Ossendorf - Germete - Wormeln (n) - Warburg (K) - Dalheim | - Liebenau - Haueda - Liebenau (K) - Ostheim (n) - Lamerden - Trendelburg - Eberschütz - Sielen - Stammen - Trendelburg (K) - Deisel - Wülmersen - Bad Karlshafen - Helmarshausen - Bad Karlshafen (K) |

## Geschichte

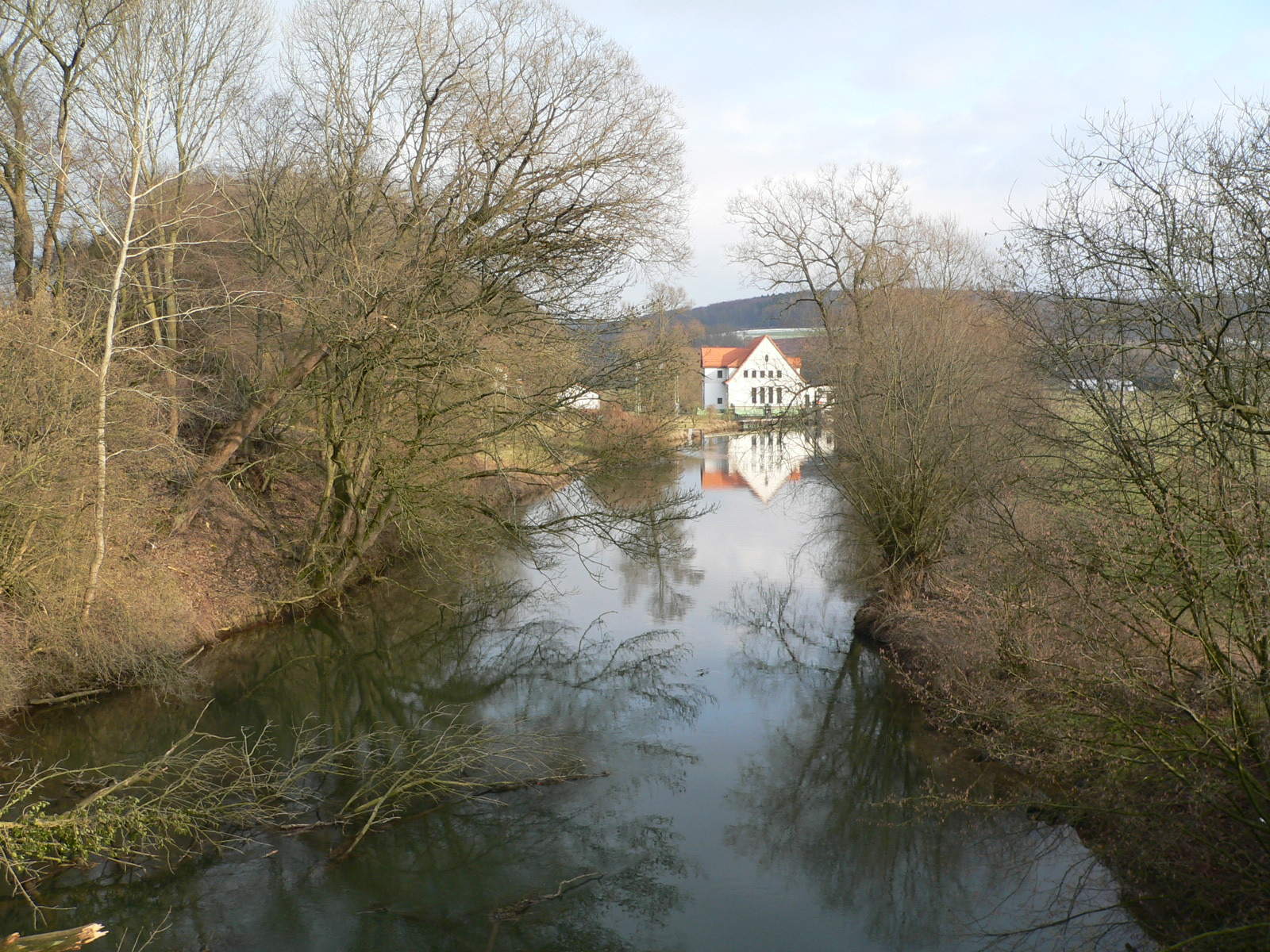
Diemelkraftwerk Wülmersen nahe Wülmersen

Erdgeschichtlich liegt die Diemel in einer rund 240 Mio. Jahre alten Flusslandschaft. Die Quellregion liegt im Rheinischen-Schiefergebirge und wird der Zeit von Devon und Karbon zugeordnet.
Frühe urkundliche Erwähnung als Timella findet sich 797 zu einem Lager von Karl dem Großen bei Herstelle. Am 16./17. Juli 1965 richtete die Heinrichsflut, bei der alle bisher bekannten Wasserstände überschritten wurden, im gesamten Diemeltal sehr schwere Schäden an.

## Stauanlagen und Kraftwerk
Zum Einzugsgebiet der Diemel gehören insgesamt drei Stauanlagen:
- Stauanlage Schmala an der Schmala, Hochsauerlandkreis, Nordrhein-Westfalen
- Diemelsee an der Diemel, Landkreis Waldeck-Frankenberg / Hochsauerlandkreis, Hessen / Nordrhein-Westfalen
- Twistesee an der Twiste, Landkreis Waldeck-Frankenberg, Hessen

Rund 400 m nordwestlich von Wülmersen steht, etwas östlich der Bundesstraße 83 und nahe der Sackgassen-Zufahrstraße nach Wülmersen das Diemelkraftwerk Wülmersen, das seit 1921 in Betrieb ist, eine kleine Stauanlage aufweist und mit seinen drei Turbinen ungefähr 565 kW Strom erzeugt.

## Schiffbarkeit und Wassersport
Der Abschnitt Stammen (vor Trendelburg) bis Bad Karlshafen wurde 1710 bis 1723 durch Ausbau, begleitende Kanäle und Schleusen schiffbar gemacht und war Teil des von der Lahn zur Weser geplanten aber nie vollendeten Landgraf-Carl-Kanals.
Im Mittellauf der Diemel hängt die Befahrbarkeit von der Wasserabgabe des Elektrizitätswerks der Diemeltalsperre ab, so dass der Flussabschnitt mit Kajaks bei 3 bis 4 m³/s befahrbar ist.
Der Unterlauf der Diemel ab Warburg ist für Sportkanus ganzjährig befahrbar. Einige Wehre sind schwierig zu umtragen. Am Diemelkraftwerk Wülmersen nahe Wülmersen ist ein Umtragungsweg angelegt. Es gibt Bootsverleih und geführte Paddeltouren. Am 1. Mai 2007 traten für den hessischen Unterlauf zwischen Haueda und Bad Karlshafen neue Befahrungsregeln in Kraft. Private Bootsfahrer sind seitdem kontingentiert und müssen sich zum Beispiel über das Internet beim Regierungspräsidium Kassel anmelden. Voraussetzung für eine Befahrung ist ein Pegelstand in Helmarshausen von 173 cm. Dies korreliert mit den Rot-Grün-Wasserstandsanzeigern an den Einstiegen (Befahrung nur bei „Grün“).

## Pegel

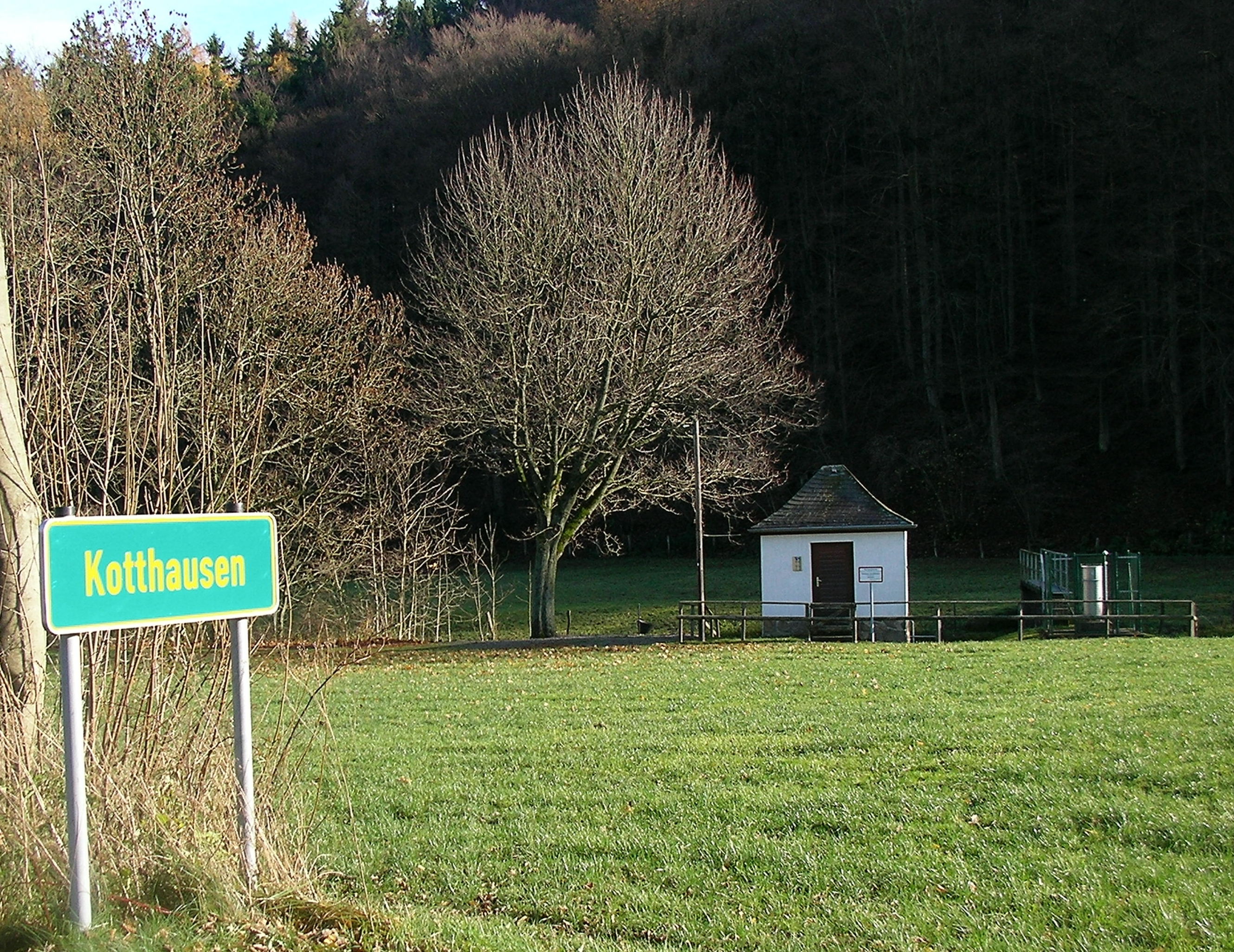
Diemelzufluss am Itter-Pegel Kotthausen III (Itter zur Diemel,, Kilometer: 3,40)

Das Wasserstraßen- und Schifffahrtsamt Hann. Münden betreibt mehrere Pegel zur Erfassung des Wasserstandes sowie der Zu- und Abflüsse des Diemelstausees. Die Pegelstände sind online zugänglich und werden für folgende Stellen erfasst:
- Der Zufluss der Diemel wird mit dem Pegel Wilhelmsbrücke erfasst.[24]
- Der Zufluss der Itter wird mit dem Pegel Kotthausen erfasst.[24]
- Die Stauhöhe des Diemelstausees wird mit dem Pegel Diemeltalsperre gemessen.[24]
- Der Abfluss in die Diemel wird mit dem Pegel Helminghausen ermittelt.[24]

Im Unterlauf der Diemel werden keine weiteren offiziell zugängliche Pegelstände ermittelt; aus der Differenz der Pegelstände von Karlshafen und Wahmbeck können Rückschlüsse über den Beitrag der Diemel zur Wasserführung der Weser ermittelt werden.

## Wasserqualität
Im April 2013 wurden vom VSR-Gewässerschutz e. V. erhöhte Nitratwerte in der Diemel festgestellt. Die Messpunkte des Vereins wiesen zwischen 17,9 mg/l und 27,7 mg/l Nitrat auf. Nach den Vorgaben der Länderarbeitsgemeinschaft Wasser (LAWA) dürfte die Diemel für einen „guten Zustand“ nur 11 mg/l Nitrat aufweisen. Dieser Wert wird an den meisten Messstellen um mehr als das Doppelte überschritten. Als Hauptgründe nennt der Verein stark belastete Nebenflüsse, fehlende Uferstrukturen und die Nutzbarmachung von Auen für die Landwirtschaft im Einzugsgebiet.

## Kurioses
Interessant am Oberlauf der Diemel ist, dass sie bis zu ihrer Mündung in den Diemelsee wesentlich kürzer ist als Itter und Hoppecke (die wesentlichsten Zuflüsse im Diemel-Oberlauf) mit ihren Quellbächen, so dass vor allem die Hoppecke – wenn man es von der Länge her betrachtet – der eigentliche Diemel-Quellfluss ist.

## Trivia
Die Diemel wie die Orpe finden ausführliche literarische Erwähnung in John von Düffels Roman Vom Wasser (1998).

## Sehenswertes
Ausflugsziele bzw. Sehenswürdigkeiten unmittelbar an oder unweit der Diemel sind der Diemelsee, die Ruinen der Burg Desenberg, die Trendelburg, die Wolkenbrüche bei Trendelburg, das Wasserschloss Wülmersen, das ehemalige Benediktinerkloster in Helmarshausen, die Ruine der Krukenburg und die Barockstadt Bad Karlshafen.
Entlang der Diemel führt – von der Quelle bis zur Mündung – der Diemelradweg.
Der Diemeltaler Schmetterlingssteig führt als Wanderrundweg über die Hänge beider Talseiten auf insgesamt 151 Kilometern von oberhalb Warburgs bis Bad Karlshafen.